# Diário de Marília
O Diário de Marília, simplesmente Diário, é um jornal brasileiro da cidade de Marília, São Paulo, que contém notícias variadas sobre a cidade.